# Болотные леса Западного Конго
Болотные леса Западного Конго — преимущественно равнинный экологический регион, находящийся по большей части на правом берегу реки Конго. Экорегион расположен в Республике Конго, Демократической Республике Конго и немного в Центральноафриканской Республике. Статус сохранности экорегиона оценивается как стабильный, специальный код экорегиона — AT0129.

## Климат
Среднегодовое количество осадков составляет 1800 мм. Средняя максимальная температура составляет 30 °C, средняя минимальная — 21—24 °C. Сезонность незначительна.

## Флора и фауна
Считается, что как и экорегион болотных лесов Восточного Конго, экорегион болотных лесов Западного Конго не обладает большим видовым богатством и эндемизмом. Распространение видов определяют сезонные паводки, река Конго служит как барьером для расселения видов, так и источником воды для заболоченных лесов.

### Флора
Экорегион включает болотные леса, затопленные луга, открытые водно-болотные угодья, реки и некоторые более сухие лесные массивы на слегка приподнятых землях.
Для болотных лесов характерны такие виды растений, как Alstonia congensis, Guibourtia demeusei, Sterculia subviolacea, Symphonia globulifera и Uapaca heudelotii, а также виды из родов гарциния и манилкара. В постоянно затапливаемых болотистых районах находятся участки насаждений пальмы рафия, которые могут занимать значительные площади в пределах экорегиона. Дамбовые леса на возвышенностях содержат много лиан, там находятся виды Daniellia pynaertii и Gilbertiodendron dewevrei, которые растут вдоль дамб. На открытых участках часто растёт вид орхидей Eulophia porphyroglossa.

### Фауна
Имеющиеся данные свидетельствуют о том, что эндемизм среди фауны в этом экорегионе меньше, чем в экорегионе болотных лесов Восточного Конго, однако это может связано с различиями в интенсивности биологических исследований в двух экорегионах.
Среди крупных млекопитающих обитают западные равнинные гориллы и обыкновенные шимпанзе. Ранее здесь обитало большое количество красных буйволов, однако из-за охоты сейчас они не так сильно распространены в экорегионе. Более мелкие млекопитающие включают восточного колобуса, голуболицую мартышку, золотистого потто, прыткого мангабея и чубатую мартышку.
Среди птиц встречаются два почти эндемичных вида — Riparia congica и африканская речная ласточка. Существует одна почти эндемичная амфибия — лягушка Phrynobatrachus giorgii, а также три почти эндемичных рептилии — Chamaeleo chapini, Rhinotyphlops wittei и Gastropholis tropidopholis. Количество эндемичных видов может быть гораздо больше.

## Состояние экорегиона
Экорегион малоизучен и остаётся практически нетронутым из-за болотного леса, который затрудняет деятельность человека. Главными угрозами считаются браконьерство (особенно из-за того, что река Конго является судоходным путём), вырубка леса и охота, особенно ради мяса и слоновой кости.
Человеческое население невелико и обычно занимается охотой и рыболовством в лесу и реках.

## Провинции, полностью или частично расположенные в экорегионе
- ДР Конго: Маи-Ндомбе, Монгала, Чопо, Экваториальная провинция, Южное Убанги;
- Республика Конго: Кювет, Ликуала, Плато, Пул, Санга;
- ЦАР: Лобае.